# غراهام إدواردز (سياسي)
غراهام إدواردز (بالإنجليزية: Graham Edwards)‏ هو سياسي أسترالي، ولد في 18 يوليو 1946 في كالغورلي في أستراليا. نشط حزبياً في حزب العمال الأسترالي. وقد انتخب Member of the Western Australian Legislative Council ‏ (22 مايو 1983 – 21 مايو 1997) وانتخب Member of the Western Australian Legislative Council ‏ (17 فبراير 1993 – 30 نوفمبر 1993) وانتخب عضو مجلس النواب الأسترالي عن دائرة Division of Cowan ‏ (3 أكتوبر 1998 – 17 أكتوبر 2007).